# Psilocybe subpsilocybioides
Psilocybe subpsilocybioides es una especie de hongo de la familia Hymenogastraceae. Esta especie no presenta propiedades alucinógenas. Etimológicamente psilocybe viene del griego psilós, que significa liso, desnudo, calvo, y kýbe, que significa cabeza, píleo, es decir: “por carecer de ornamentación en el píleo” (aunque no sucede así en todas las especies del género).

## Descripción
Macroscópicamente es pequeño, tiene el píleo de 16-18 mm de diámetro, convexo-mamelonado, de color café-amarillento, higrófano y estípite de 30-35 x 1-2 mm, de color café claro a café-achocolatado, cubierto de escamillas blancas.
Microscópicamente tiene las esporas de (5.5-) 6-7 (-8) x (4-) 5-5.5 (-6) x (3-) 4-4.5 (-5) µm, subrómbicas en vista frontal, subelípticas en vista lateral, de pared gruesa de hasta 1 µm de grosor. Basidios de (16-) 17-20 (-23) x (5-) 6-7 (-8) µm, tetraspóricos, hialinos. Pleurocistidios de (14-) 16-24 (-26) x (6-) 7-8 (-11) µm, hialinos, comunes, subutriformes, con un cuello corto y delgado, base angosta, frecuentemente con una fíbula. Queilocistidios de (12-) 14-20 (-24) x (5.5-) 6-8 µm, hialinos, comunes, ventricososubmucronados o subutriformes. Subhimenio subcelular. Pileipelis como un delgado ixocutis, con hifas de 1.5-6 µm de ancho, hialinas. Subpelis poco diferenciado, con hifas cilíndricas, de 2.5-10 µm de ancho, de color café-amarillento, con incrustaciones.

## Distribución
Se ha colectado en Puerto Rico y en México, en el estado de Veracruz.

## Hábitat
Esta especie es saprobia y se desarrolla en bosque mesófilo de montaña.

## Estado de conservación
No se conoce su estatus de riesgo como el de muchos otros hongos (Norma Oficial Mexicana 059).